# Léon & Lévy
Pour les articles homonymes, voir Léon et Lévy.
Léon & Lévy, puis Lévy & fils, est une famille française d'éditeurs-photographes et imprimeurs de 1864 à 1913. Sous la marque « L.L. », ils produisent quelques milliers de stéréoscopies et de nombreuses cartes postales numérotées. Ils sont les éditeurs de cartes postales les plus importants après les frères Neurdein.

## Histoire
Les studios Léon & Lévy sont fondés en 1864 par Isaac, dit Georges Lévy (avec pour marque commerciale J. Lévy, 1833-1913) et son beau-fils Moyse Léon (* 1812). Les deux avaient précédemment travaillé en tant qu'assistants dans le studio de photographie Ferrier-Soulier à Paris.
Cette société fusionne avec les studios Neurdein en 1922, lors de leur rachat par l'imprimeur Émile Crété et prend l'appellation « Lévy et Neurdein réunis ».

## Galerie

Le tramway devant la gare des Brotteaux de Lyon.
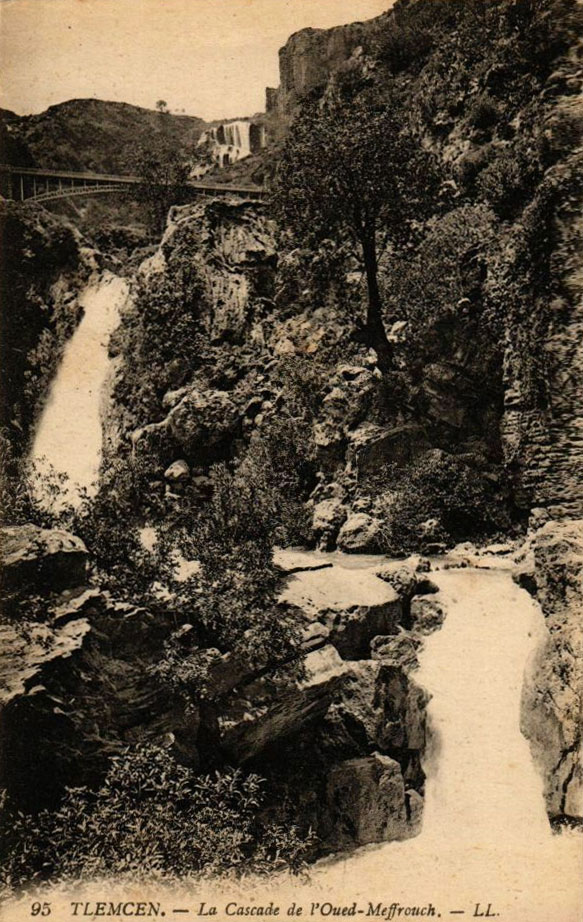
Les cascades d'El Ourit à Tlemcen.
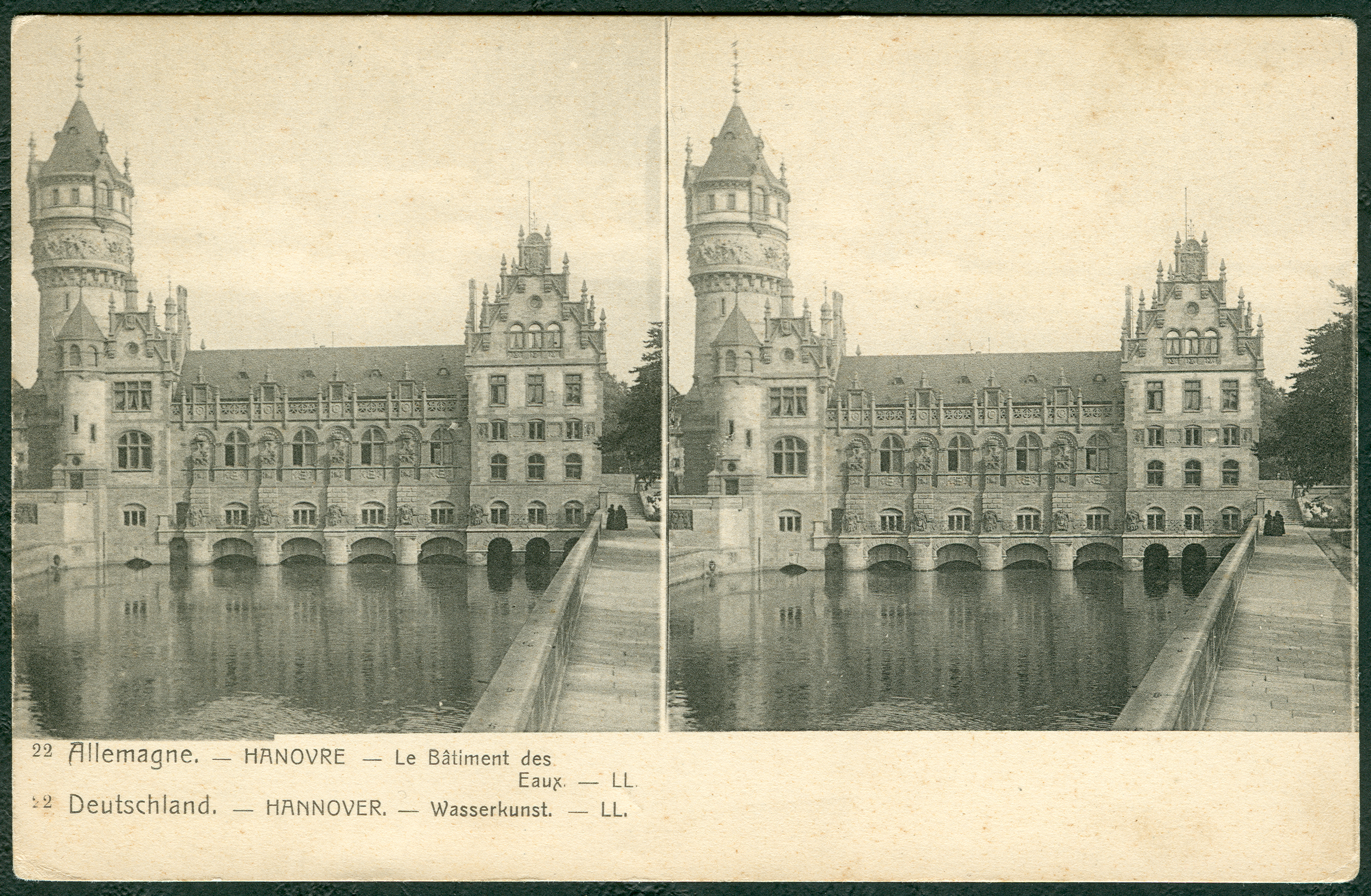
Stéréoscopie comme carte postale ;
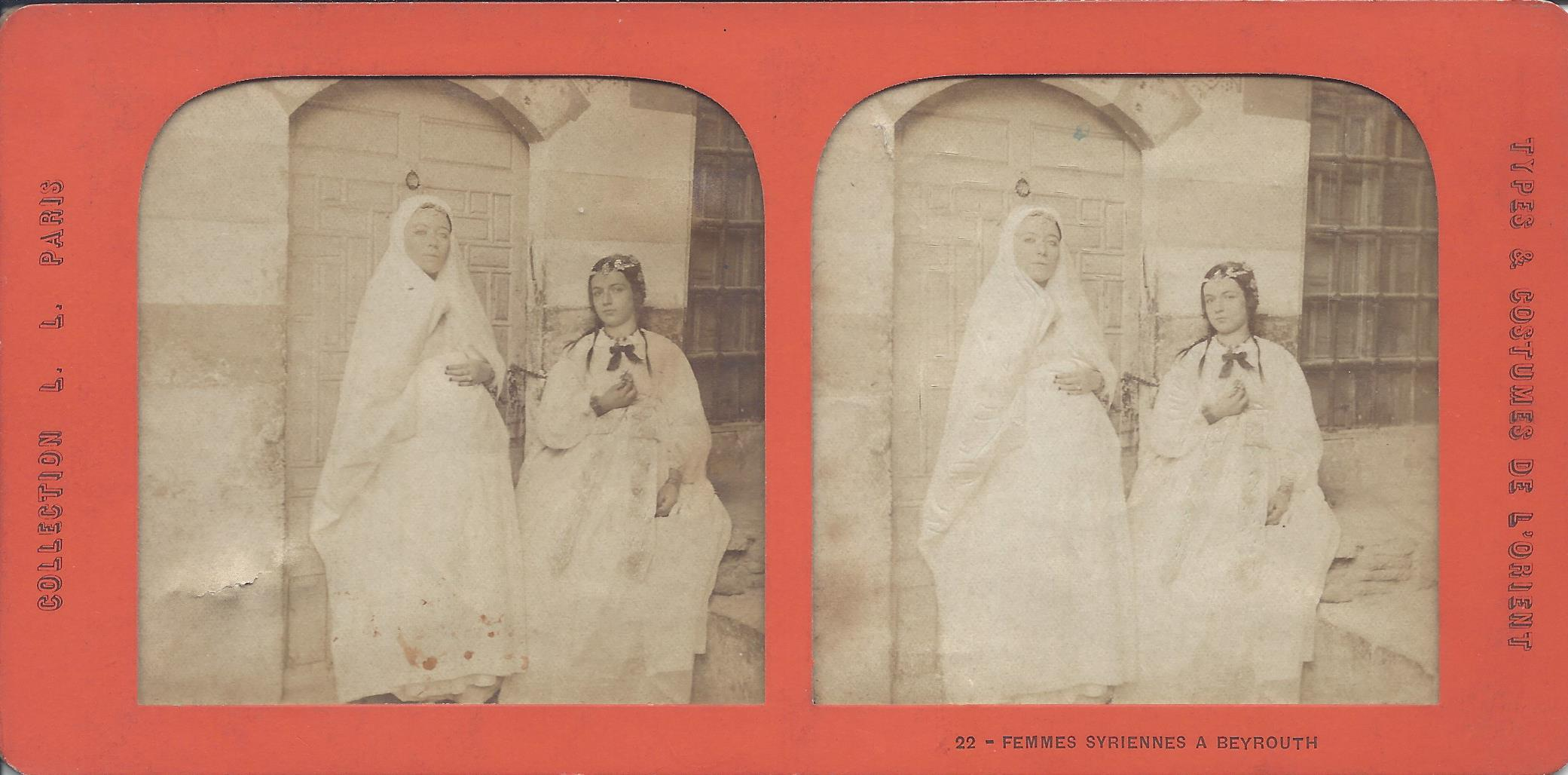
Collection LL : Femmes syriennes à Beyrouth, carte stéréoscopique de 1865.